# Kirby 64: The Crystal Shards
Kirby 64: The Crystal Shards, känt i Japan som Hoshi no Kirby 64 (japanska: 星のカービィ64 Hepburn: Hoshi no Kābī Rokujūyon?, bokstavligen "Kirby av stjärnorna 64"), är ett plattformsspel utvecklat av HAL Laboratory och utgivet av Nintendo till Nintendo 64. Det är det sjätte huvudspelet i Kirby-serien och är en direkt uppföljare till Kirby's Dream Land 3 till Super Nintendo Entertainment System. Spelet släpptes 14 mars 2000 i Japan, 26 juni 2000 i Nordamerika och 22 juni 2001 i Europa och återutgavs digitalt 2008 över hela världen till Virtual Console. Kirby 64: The Crystal Shards är dessutom ett av sex spel inkluderade i samlingsboxen Kirby's Dream Collection till Wii.
Spelet är det första i Kirby-serien med 3D-grafik och introducerade även ett nytt system för att kombinera de olika attackerna som spelaren kan kopiera från fienderna i spelet. Handlingen kretsar, liksom andra titlar i serien, kring den runda rosafärgade figuren Kirby. När spelets antagonist Dark Matter erövrar den älvbefolkade planeten Ripple Star och splittrar deras heliga kristall, tar Kirby sig an uppgiften att hjälpa älvan Ribbon att samla ihop alla skärvor, för att kristallen återigen ska bli hel, och besegra Dark Matter för att ta tillbaka kontroll över Ripple Star. Med sig på resan har de även vännerna Waddle Dee, Adeleine och King Dedede och tillsammans färdas de över sex planeter i jakten på kristallskärvorna.
Utvecklingen av Kirby 64: The Crystal Shards var lång och utdragen. Det föregicks av ett tidigt racingspel som efter en lång tid till sist blev inställt så att spelet slutligen kunde ta sin form som ett plattformsspel. När det släpptes fick det ett mestadels gott mottagande där i synnerhet spelsystemet fick bra kritik, medan den korta längden på spelet samt den enkla svårighetsgraden kritiserades. Globalt sålde det över 1,5 miljoner kopior och var särskilt en framgång i Japan där drygt en miljon spel såldes. Soundtracket till spelet, bestående av 39 låtar, gavs även ut på CD i Japan kort efter spelets utgivning.

## Spelupplägg

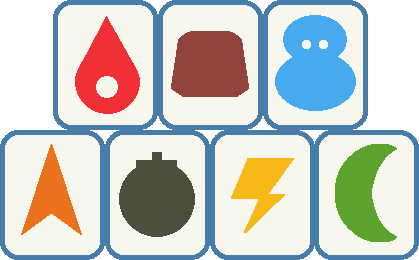
Symbolerna som används i spelet för att representera grundattackerna. I läsriktning: eld, sten, is, nål, bomb, gnista och skärare.

Kirby 64: The Crystal Shards är liksom tidigare huvudspel i Kirby-serien ett plattformsspel i vilket spelaren kontrollerar titelfiguren Kirby. I spelet kan Kirby förutom att springa och hoppa även sväva en tid genom kontinuerliga hopp i luften. Dessutom har Kirby förmågan att inhalera fiender inom ett visst avstånd framför sig, varefter han kan antingen skjuta iväg dem igen eller svälja dem och kopiera deras attacker. Till skillnad från tidigare spel i serien finns även möjligheten att kombinera två attacker till en ny utifrån de sju grundattackerna som återfinns (eld, sten, is, nål, bomb, gnista och skärare). Detta kan åstadkommas på flera olika sätt, bland annat genom att inhalera två fiender samtidigt eller att skjuta iväg en fiende på en annan och sedan svälja den "kraftstjärna" som bildas. Totalt finns 35 olika enskilda och kombinerade attacker.
Spelet är det första i Kirby-serien med 3D-grafik, men till skillnad från många andra spel släppta till Nintendo 64, såsom Super Mario 64 och The Legend of Zelda: Ocarina of Time, spelas det endast inom ett 2D-plan. Spelets banor svänger i 3D-rummet och kameran vinklas på olika sätt för att ge illusionen av ett 3D-spel, i vad som brukar kallas för 2,5D.
Genom spelet ska Kirby resa mellan sex planeter, som i sig är uppbyggda av flera banor och avslutas med en bossbana. Under resan är målet att samtidigt samla ihop de kristallskärvor som finns utspridda på banorna; sammanlagt finns det 72 stycken, och för att möta den sanna slutbossen måste samtliga hittas. Kristallskärvor finns gömda på varierande sätt, bland annat i kamouflerade stenväggar, bakom färgkodade dörrar som Kirby måste ha rätt kopieringsattacker för att förstöra och i bossars och minibossars ägo; en del svävar ovanför vägbanan i öppen sikt. Alla vanliga banor avslutas med ett bonusspel där Kirby ska hoppa ut över en picknickmatta med olika föremål. I detta bonusspel finns möjligheten att samla informationskort (totalt 81 stycken) om varje fiende och boss i spelet.
Som hjälp i spelet finns även figurerna Waddle Dee, Adeleine och King Dedede som assisterar Kirby vid olika tillfällen. Waddle Dee hjälper till att färdas längre sträckor med hjälp av diverse olika transportmedel, bland annat en flotte och en malmhund, där dessa då kontrolleras av spelaren. Adeleine använder sin magiska pensel för att måla olika hjälpmedel till Kirby, såsom extraliv och skadepoängsåterställare. King Dedede agerar då och då som en spelbar person, när han bär Kirby på sin rygg för att hjälpa honom förbi särskilda områden i spelet med sin hammare.

### Minispel
Förutom själva huvudspelet finns även ett multiplayerläge med tre minispel för upp till fyra spelare åt gången, med datorkontrollerade spelare för platserna som inte är tagna. Minispelen är inte relaterade till huvudspelet och har till skillnad från det svårighetsgrader som låses upp allt eftersom de föregående klaras av. Det första spelet, 100-Yard Hop, går ut på att spelarna ska hoppa fram på en hinderbana så snabbt som möjligt genom att antingen hoppa ett eller två steg för att undvika hindren på vägen. I det andra spelet, Bumper Crop Bump, ska spelarna i konkurrens med varandra försöka fånga så många fallande frukter eller juveler som möjligt i sin korg genom att knuffa undan de andra. I det tredje spelet, Checker Board Chase, är målet att eliminera de andra spelarna genom att få dem att falla ned från den svävande spelplanen och på så sätt förlora alla sina liv.

## Handling
Den älvbefolkade planeten Ripple Star attackeras plötsligt och erövras av den svarta molnliknande varelsen Dark Matter. För att skydda sin heliga skatt, den stora kristallen, skickar älvornas drottning iväg älvan Ribbon med den från planeten. Flygande på kristallen lyckas Ribbon fly ut i rymden, men tre delar av Dark Matter ger sig av från resten och följer efter henne. I jakten som följer krossar de kristallen i 74 skärvor som fördelas över galaxen, medan Ribbon kastas iväg och faller ned mot planeten Pop Star. Under tiden sitter Kirby nere på planeten och betraktar kristallskärvorna som faller genom himmelen, när Ribbon plötsligt störtar ned i hans huvud. Kort därpå träffas han även av en kristallskärva som studsar bort, så Kirby går iväg till den och plockar upp den från marken. Samtidigt vaknar Ribbon upp efter fallet och blir förtvivlad när hon märker att hon bara har en enda liten skärva av kristallen kvar framför sig. Kirby visar henne skärvan som han hittade och när de båda kastar upp dessa i luften förenas skärvorna till en. Ribbon visar sorgset Kirby hur fler skärvor fortsätter att falla ned, varvid Kirby erbjuder sig att hjälpa till att samla ihop alla så att kristallen återigen kan bli hel.
På resan för att hitta kristallskärvor genom Pop Star möter de i tur och ordning Waddle Dee, målaren Adeleine samt King Dedede. Alla tre har, efter att ha hittat varsin kristallskärva, blivit attackerade och sedan besatta av Dark Matter så att Kirby tvingas att strida mot dem. Efter att han besegrar dem blir de dock befriade från Dark Matters kontroll och alla väljer en efter en att följa med Kirby och Ribbon på färden. Med hjälp av kristallens krafter skapar de portaler för att kunna resa till de fyra planeterna Rock Star, Aqua Star, Neo Star och Shiver Star för att samla ihop fler kristallskärvor, varefter de slutligen tar sig till Ripple Star. Under tiden de var borta har molnet av Dark Matter omslutit hela planeten, men efter att Kirby besegrar varelsen Miracle Matter tvingas hela hopen bort från planeten och de försvinner ut i rymden.
Två olika slut är möjliga, beroende på huruvida spelaren har samlat ihop alla kristallskärvor eller inte. Om spelaren inte har gjort det, slutar spelet med att alla på Ripple Star firar att Dark Matter har besegrats. Kirby, Waddle Dee, Adeleine och King Dedede åker sedan därifrån i ett rymdskepp. Om samtliga kristallskärvor har återfunnits börjar dock den åter sammanställda kristallen att lysa efter att Dark Matter har försvunnit och sänder iväg en ljusstråle på älvornas drottning. Ut ur henne drivs då en sista Dark Matter, som expanderar och bildar en ny planet ute i rymden, kallad Dark Star. Kirby tar snabbt fram en mobiltelefon med vilken han kallar på sin Warp Star (ett gult stjärnformat flygfordon). De fem flyger sedan iväg och in i Dark Star, där Kirby och Ribbon slutligen tillsammans konfronterar Dark Matters sanna ledare, 02 (Zero Two). Med hjälp av kristallens krafter besegrar de 02, vilket utplånar Dark Matter och därmed hela planeten som exploderar. När de till slut återvänder till Ripple Star blir Kirby och de andra sedan hyllade som hjältar av älvorna för att de räddade deras planet.

## Utveckling

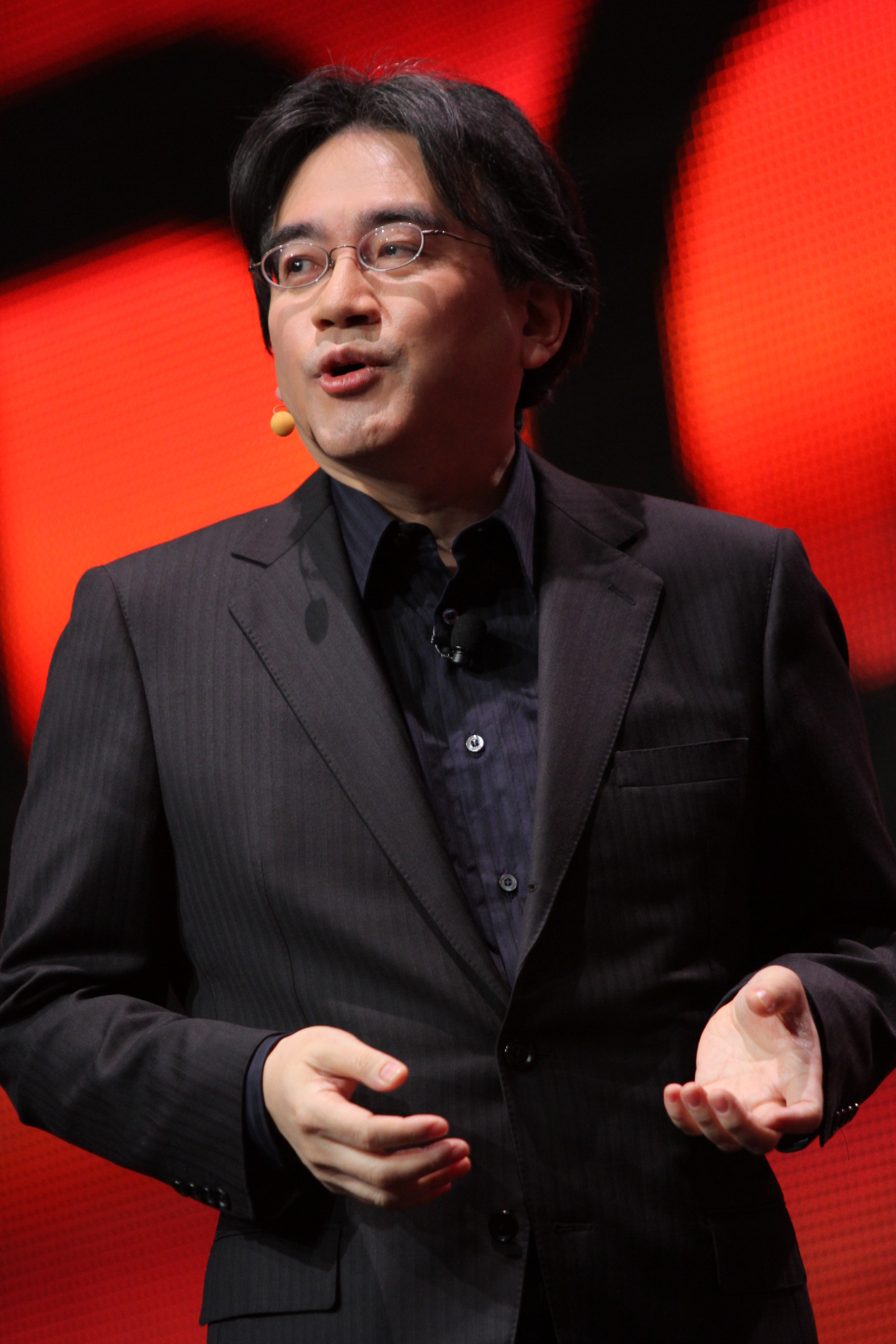
Satoru Iwata såg över utvecklingen av spelet.

Liksom tidigare spel i serien utvecklades Kirby 64: The Crystal Shards av japanska HAL Laboratory, med regi av Shinichi Shimomura som även regisserade de två föregångarna Kirby's Dream Land 2 och Kirby's Dream Land 3. Musiken komponerades av Jun Ishikawa och Hirokazu Ando, vilka har gjort musik åt Kirby-serien sedan det första respektive andra spelet. Makiko Ohmoto repriserade sin roll som röstskådespelare åt Kirby efter det tidigare framträdandet i Super Smash Bros., medan Masahiro Sakurai, som annars inte hade någon medverkan i utvecklingen av spelet, gjorde King Dededes röst. Kirby 64: The Crystal Shards var även det sista spelet i vilket Satoru Iwata, som såg över utvecklingen, hade en större roll hos HAL Laboratory, innan han i stället blev anställd som chef för Nintendos företagsplaneringsdivision i juni 2000.
Utvecklingen av ett Kirby-spel till Nintendo 64 påbörjades redan i konsolens tidiga dagar år 1995. Ett av de första spelen att annonseras till konsolen var Kirby Bowl 64, som dock inte var ett plattformsspel utan ett racingspel med likheter till Kirby's Dream Course. Det fördröjdes flera gånger och trots att många förändringar gjordes i spelet, med bland annat ett namnbyte till Kirby's Air Ride på vägen, blev det till slut inställt, även om efterträdaren Kirby Air Ride så småningom kom att släppas till Nintendo Gamecube 2003. Spelet, i det som skulle bli dess slutgiltiga form, visades för första gången i maj 1999 på video under Electronic Entertainment Expo, under vilken tid det utvecklades för spelkonsolstillägget Nintendo 64DD. I juni flyttade det dock, liksom många andra spel planerade till plattformen, över utvecklingen till Nintendo 64. En spelbar version bestående av tre banor introducerades sedan på Nintendos Space World-event i slutet av augusti senare på året, och Kirby 64: The Crystal Shards var då till hälften klart. Några skärmdumpar som Nintendo laddade upp av spelet på sin webbplats i januari 2000 visade att utöver Kirby var även Waddle Dee, Adeleine och King Dedede tänkta att vara spelbara, något som inte togs med till den släppta versionen (med undantag av vissa sekvenser med King Dedede). Den fullständiga engelska titeln samt spelets multiplayerläge avslöjades i början av mars 2000.

## Lansering och mottagande
| Mottagande                 | Mottagande              |
| Samlingsbetyg              | Samlingsbetyg           |
| Tjänst                     | Betyg                   |
| -------------------------- | ----------------------- |
| Gamerankings               | 74,49% (25 recensioner) |
| Metacritic                 | 77/100 (22 recensioner) |
| Recensionsbetyg            |                         |
| Publikation                | Betyg                   |
| Electronic Gaming Monthly  | 8,33/10                 |
| Eurogamer                  | 8/10                    |
| Famitsu                    | 32/40                   |
| Gamepro                    | 4,5/5                   |
| Gamespot                   | 6,9/10                  |
| IGN                        | 7,9/10                  |
| Nintendo Power             | 8,1/10                  |
| Official Nintendo Magazine | 85%                     |

Spelet utgavs 24 mars 2000 i Japan, 26 juni 2000 i Nordamerika och 22 juni 2001 i Europa. En digital återutgivning skedde 2008 över hela världen till Virtual Console för Wii; det släpptes 25 februari i Nordamerika, 7 mars i Europa, 15 april i Japan och 16 september i Sydkorea. Kirby 64: The Crystal Shards är dessutom ett av sex spel (och det kronologiskt sist utgivna) inkluderade i samlingsspelet Kirby's Dream Collection till Wii, som släpptes 2012 i Japan och Nordamerika i och med seriens 20-årsjubileum.
Kirby 64: The Crystal Shards har för det mesta mötts av positiva omdömen. Det har en sammanställd poäng av 74,49 % på GameRankings baserat på 25 recensioner och 77 av 100 på Metacritic baserat på 22 recensioner, vilket klassificeras som "generellt gynnsamma recensioner". Bland annat delade de fyra recensenterna i den japanska datorspelstidningen Famitsu ut 7, 9, 8 respektive 8 poäng av 10 till det för en totalsumma av 32 av 40, medan den amerikanska datorspelstidningen Electronic Gaming Monthly gav spelet betyget 8,33 av 10. GamesRadar utsåg det i april 2012 till det 23:e bästa spelet till Nintendo 64 och kallade det, även om det släpptes sent i Nintendo 64:s livscykel, för "ännu ett minnesvärt inträde i den klassiska serien".
I synnerhet spelsystemet hyllades och hur det var möjligt att kombinera de olika attackerna till nya, samtidigt som den främsta kritiken riktades mot spelets korta längd och den alltför lätta svårighetsgraden. GamePro bedömde spelets rolighetsfaktor vara 4,5 av 5 och kommenterade att antalet attackkombinationer är "ändlösa" samt att "det roligaste i spelet ligger i att upptäcka de bästa kombinationerna för specifika områden i spelet". IGN:s Aaron Boulding höll med och beskrev det som en av de mest innovativa idéer IGN hade sett i ett datorspel på länge. Boulding konstaterade dock att det finns vissa undermåliga kombinationer och delade slutligen ut 7,9 av 10 poäng till spelet. Nintendo Power var också positivt inställda till spelet och gav Kirby 64: The Crystal Shards 8,1 av 10 poäng, där två av tidskriftens recensenter menade att det var svårt att slita sig från spelet.
GameSpots Jeff Gerstmann tyckte att Kirby 64: The Crystal Shards såg bra ut med mycket välgjorda animeringar och färgglad grafik samt att musiken och ljudeffekterna passade bra. Spelets enda riktiga problem ansåg han var att det var alldeles för kort, men han noterade att minispelen och möjligheten att samla fiendeinformationskort lade till lite extra återspelningsvärde och gav till sist spelet betyget 6,9 av 10. Alan Maddrell från brittiska N64 Magazine gillade Kirby 64: The Crystal Shards som helhet men blev besviken på svårighetsgraden, som han beskrev som "ungefär lika svårt som att kämpa sig ut ur en revad papperspåse". Mer negativ var Darren Calvert från Nintendo Life när han recenserade utgåvan till Virtual Console. Han kände att spelet var en besvikelse jämfört med tidigare spel i serien och att det bland annat saknade den uppmärksamhet till detalj och charm som annars var definierande och gav det endast fem av tio stjärnor.

### Försäljning
I Japan var Kirby 64: The Crystal Shards en försäljningssuccé med en rapporterad försäljning av 337 000 kopior under sina första tre dagar på marknaden, vilket gjorde att det tog sig direkt upp på förstaplatsen över veckans mest sålda spel. Spelet fortsatte sedan att sälja ytterligare 100 000 kopior nästa vecka, även om det hade fallit ned till tredje plats efter de nylanserade spelen Tekken Tag Tournament och Dead or Alive 2 till Playstation 2. Efter knappt två månader på marknaden hade Kirby 64: The Crystal Shards sålts i cirka 820 000 exemplar och genom sin livstid sålde det platina med sammanlagt 1,07 miljoner sålda spel, vilket gör det till det nionde bäst säljande spelet till Nintendo 64 i Japan, tangerat med Mario Party 2.
I resten av världen var spelet inte lika framgångsrikt, men lyckades ändå sälja totalt 541 600 kopior i USA. Därutöver var det ännu i november samma år ett av de fem mest hyrda spelen i veckan i landet, med en topplacering på andra plats efter Perfect Dark under fem konsekutiva veckor i juli och augusti. På Virtual Console var Kirby 64: The Crystal Shards det fjärde mest populära spelet att ladda ned i Nordamerika kort efter dess utgivning och det hade 17 september 2012 drygt 89 000 rapporterade spelare på Nintendo Channel i regionen.

## Musik
I och med lanseringen av Kirby 64: The Crystal Shards i Japan gavs även soundtracket till spelet ut på CD av Teichiku Records. Albumet, som har titeln Hoshi no Kirby 64 Original Soundtrack (星のカービィ64 オリジナルサウンドトラック?), släpptes 26 april 2000 med katalognumret TECD-27457, två dagar efter själva spelets utgivning i landet. Sammanlagt består det av 39 låtar, med 16 av dem skrivna av Hirokazu Ando och 22 av dem skrivna av Jun Ishikawa, samt ett gemensamt arbete. De två sista låtarna har dessutom arrangerats av Shinji Yoshimura specifikt för albumet.
| 1.           | Opening                  | Hirokazu Ando     | オープニング              | 1:17  |
| 2.           | Training                 | Jun Ishikawa      | トレーニング              | 1:43  |
| 3.           | World Map                | Ishikawa          | ワールドマップ            | 1:57  |
| 4.           | Pop Star                 | Ishikawa          | ポップスター              | 1:39  |
| 5.           | Room Guarder             | Ishikawa          | ルームガーダー            | 0:59  |
| 6.           | Whaa!?                   | Ando              | うわっ!?                  | 0:31  |
| 7.           | I'll Go, Too!            | Ando              | オイラもいくっス          | 0:20  |
| 8.           | Quiet Forest             | Ishikawa          | しずかなもり              | 2:25  |
| 9.           | Eek!!                    | Ando              | キャッ!?                  | 0:36  |
| 10.          | Mix Me In Too            | Ando              | あたしもまぜて            | 0:27  |
| 11.          | Whoa!!                   | Ando              | うおっ!?                  | 0:29  |
| 12.          | Battle With the Comrades | Ishikawa          | なかまたちとのたたかい    | 2:06  |
| 13.          | I'll Come Along With You | Ando              | ついていってやるよ        | 0:22  |
| 14.          | Boss                     | Ishikawa          | ボス                      | 2:23  |
| 15.          | Yes, On To the Next      | Ando              | よっしゃつぎいこ          | 0:24  |
| 16.          | Rock Star                | Ishikawa          | ホロビタスター            | 1:58  |
| 17.          | Ruins                    | Ishikawa          | いせき                    | 2:35  |
| 18.          | Inside the Ruins         | Ishikawa          | いせきのなか              | 1:43  |
| 19.          | I'm Hungryyy...          | Ando              | はらへったぁ              | 0:54  |
| 20.          | Aqua Star                | Ishikawa          | ウルルンスター            | 1:56  |
| 21.          | Down the Mountain Stream | Ishikawa          | けいりゅうくだり          | 1:47  |
| 22.          | Idiot of the Sea         | Ando              | うみのバカヤロー          | 0:42  |
| 23.          | Neo Star                 | Ishikawa          | コレカラスター            | 1:22  |
| 24.          | Big Eruption             | Ando              | だいふんか                | 0:32  |
| 25.          | Shiver Star              | Ishikawa          | ブルブルスター            | 1:47  |
| 26.          | Above the Clouds         | Ando              | くものうえで              | 2:04  |
| 27.          | Factory Investigation    | Ishikawa          | こうじょうけんがく        | 2:06  |
| 28.          | Overnight Detective      | Ando              | やらいでか                | 0:36  |
| 29.          | Ripple Star              | Ishikawa          | リップルスター            | 2:37  |
| 30.          | Bye-Bye                  | Ando              | バイバイ                  | 0:51  |
| 31.          | Game Over                | Ishikawa          | ゲームオーバー            | 0:43  |
| 32.          | Noisy Race               | Ishikawa          | けんけんレース            | 2:13  |
| 33.          | Grab-Grab Battle         | Ishikawa          | とるとるバトル            | 2:12  |
| 34.          | Fall-Fall Fight          | Ishikawa          | おちおちファイト          | 1:36  |
| 35.          | Final Battle             | Ando              | さいしゅうけっせん        | 0:55  |
| 36.          | Zero-Two                 | Ishikawa          | 02(ゼロ・ツー)            | 2:38  |
| 37.          | Final Scene ~ Staff      | Ando              | だいだんえん〜スタッフ    | 2:32  |
| 38.          | Club Mix – In the Field  | Ando och Ishikawa | Club Mix フィールドのなか | 5:15  |
| 39.          | Club Mix – The Bosses    | Ishikawa          | Club Mix ボスたち         | 5:31  |
| Total längd: | Total längd:             | Total längd:      | Total längd:              | 64:43 |